# Cru (álbum)
Cru é o segundo álbum de estúdio da carreira solo do músico brasileiro Seu Jorge, lançado em 2004 pelos selos Naïve Records e Wrasse Records, no mercado internacional, e, em 2005, pelo selo ST2, no Brasil.
Várias das canções são covers como "Chatterton", escrita por Serge Gainsbourg e "Don't" de Leiber & Stoller. No álbum, Seu Jorge faz algum comentário político e social, por exemplo nas canções "Mania de Peitão" e "Eu Sou Favela".
A canção "Tive Razão" consta do jogo FIFA 07 da EA Sports.

## Faixas
| N.º | Título                    | Duração |  |
| 1.  | "Tive Razão"              | 4:32    |  |
| 2.  | "Mania de Peitão"         | 2:37    |  |
| 3.  | "Chatterton"              | 3:52    |  |
| 4.  | "Fiore de la Città"       | 4:19    |  |
| 5.  | "Bem Querer"              | 3:21    |  |
| 6.  | "Don't"                   | 3:07    |  |
| 7.  | "São Gonça"               | 4:22    |  |
| 8.  | "Bola de Meia"            | 5:25    |  |
| 9.  | "Una Mujer"               | 4:37    |  |
| 10. | "Eu Sou Favela"           | 2:27    |  |
| 11. | "Mania de Peitao (Remix)" | 2:48    |  |
| 12. | "Tive Razão (Remix)"      | 4:38    |  |

## Recepção da crítica
| Críticas profissionais | Críticas profissionais |
| Avaliações da crítica  | Avaliações da crítica  |
| Fonte                  | Avaliação              |
| ---------------------- | ---------------------- |
| Allmusic               | [ 6 ]                  |

## Desempenho nas paradas
| Paradas (2005)                          | Melhor posição |
| --------------------------------------- | -------------- |
| Estados Unidos (Billboard World Albums) | 3              |
| França (SNEP)                           | 87             |